# Огарёв, Михаил Сергеевич
Михаил Сергеевич Огарёв (1922—1984) — советский лётчик штурмовой авиации — участник Великой Отечественной войны, Герой Советского Союза (1945). Капитан запаса (10.04.1975) Советской Армии.

## Биография
Михаил Огарёв родился 6 ноября 1922 года в селе Саполга (ныне — Малосердобинский район Пензенской области). Окончил начальную школу, после чего вместе с семьёй уехал в Туркменскую ССР. Окончил там семь классов школы и два курса Ашхабадского автодорожного техникума. В феврале 1941 года Огарёв был призван на службу в Рабоче-крестьянскую Красную Армию. В 1944 году он окончил Тамбовскую военную авиационную школу пилотов. С июня того же года — на фронтах Великой Отечественной войны.
К концу войны младший лейтенант Михаил Огарёв был лётчиком 783-го штурмового авиаполка 199-й штурмовой авиадивизии 4-го штурмового авиакорпуса 4-й воздушной армии 2-го Белорусского фронта. К тому времени он совершил 92 боевых вылета на штурмовку скоплений боевой техники и живой силы противника, нанеся ему большие потери, принял участие в 13 воздушных боях, сбив 1 самолёт.
Указом Президиума Верховного Совета СССР от 18 августа 1945 года за «образцовое выполнение боевых заданий командования на фронте борьбы с немецкими захватчиками и проявленные при этом отвагу и геройство» младший лейтенант Михаил Огарёв был удостоен высокого звания Героя Советского Союза с вручением ордена Ленина и медали «Золотая Звезда» за номером 8200.
После окончания войны Огарёв продолжил службу в Советской Армии. В 1950 году в звании старшего лейтенанта он был уволен в запас. Проживал в Москве, работал на ЗИЛе. Умер 15 октября 1984 года, похоронен на Востряковском кладбище Москвы.

## Награды
Был также награждён двумя орденами Красного Знамени, орденами Отечественной войны 1-й степени и Красной Звезды, рядом медалей.